# Mezoregion Norte de Minas

Mezoregion Norte de Minas

Mezoregion Vale do Rio Doce – mezoregion w brazylijskim stanie Minas Gerais, skupia 89 gmin zgrupowanych w siedmiu mikroregionach. 

## Mikroregiony
- Bocaiúva
- Grão Mogol
- Janaúba
- Januária
- Montes Claros
- Pirapora
- Salinas